# Setzingen
Setzingen är en kommun (tyska Gemeinde) i Alb-Donau-Kreis i förbundslandet Baden-Württemberg i Tyskland. Folkmängden uppgår till cirka 700 invånare, på en yta av 8,42 kvadratkilometer.
Kommunen ingår i kommunalförbundet Langenau tillsammans med staden Langenau och kommunerna Altheim (Alb), Asselfingen, Ballendorf, Bernstadt, Börslingen, Breitingen, Holzkirch, Neenstetten, Nerenstetten, Öllingen, Rammingen och Weidenstetten.

## Befolkningsutveckling
| Befolkningsutvecklingen i Setzingen 1975–2015 | Befolkningsutvecklingen i Setzingen 1975–2015 | Befolkningsutvecklingen i Setzingen 1975–2015 | Befolkningsutvecklingen i Setzingen 1975–2015 | Befolkningsutvecklingen i Setzingen 1975–2015 |
| --------------------------------------------- | --------------------------------------------- | --------------------------------------------- | --------------------------------------------- | --------------------------------------------- |
|                                               |                                               |                                               |                                               |                                               |
| År                                            |                                               |                                               | Folkmängd                                     | Areal (ha)                                    |
| 1975                                          | 1975                                          |                                               | 498                                           | 843                                           |
| 1980                                          | 1980                                          |                                               | 530                                           | 842                                           |
| 1985                                          | 1985                                          |                                               | 563                                           |                                               |
| 1990                                          | 1990                                          |                                               | 606                                           |                                               |
| 1995                                          | 1995                                          |                                               | 626                                           |                                               |
| 2000                                          | 2000                                          |                                               | 645                                           |                                               |
| 2005                                          | 2005                                          |                                               | 636                                           |                                               |
| 2010                                          | 2010                                          |                                               | 626                                           |                                               |
| 2015                                          | 2015                                          |                                               | 653                                           |                                               |
|                                               |                                               |                                               |                                               |                                               |